# Rusina ferruginea
Rusina ferruginea là một loài bướm đêm thuộc họ Noctuidae. Nó được tìm thấy ở châu Âu.
Sải cánh dài 32–40 mm. Con trưởng thành bay từ tháng 6 đến tháng 7 tùy theo địa điểm.
Ấu trùng ăn nhiều loại cây thảo khác nhau, bao gồm loài Rumex.

## Hình ảnh

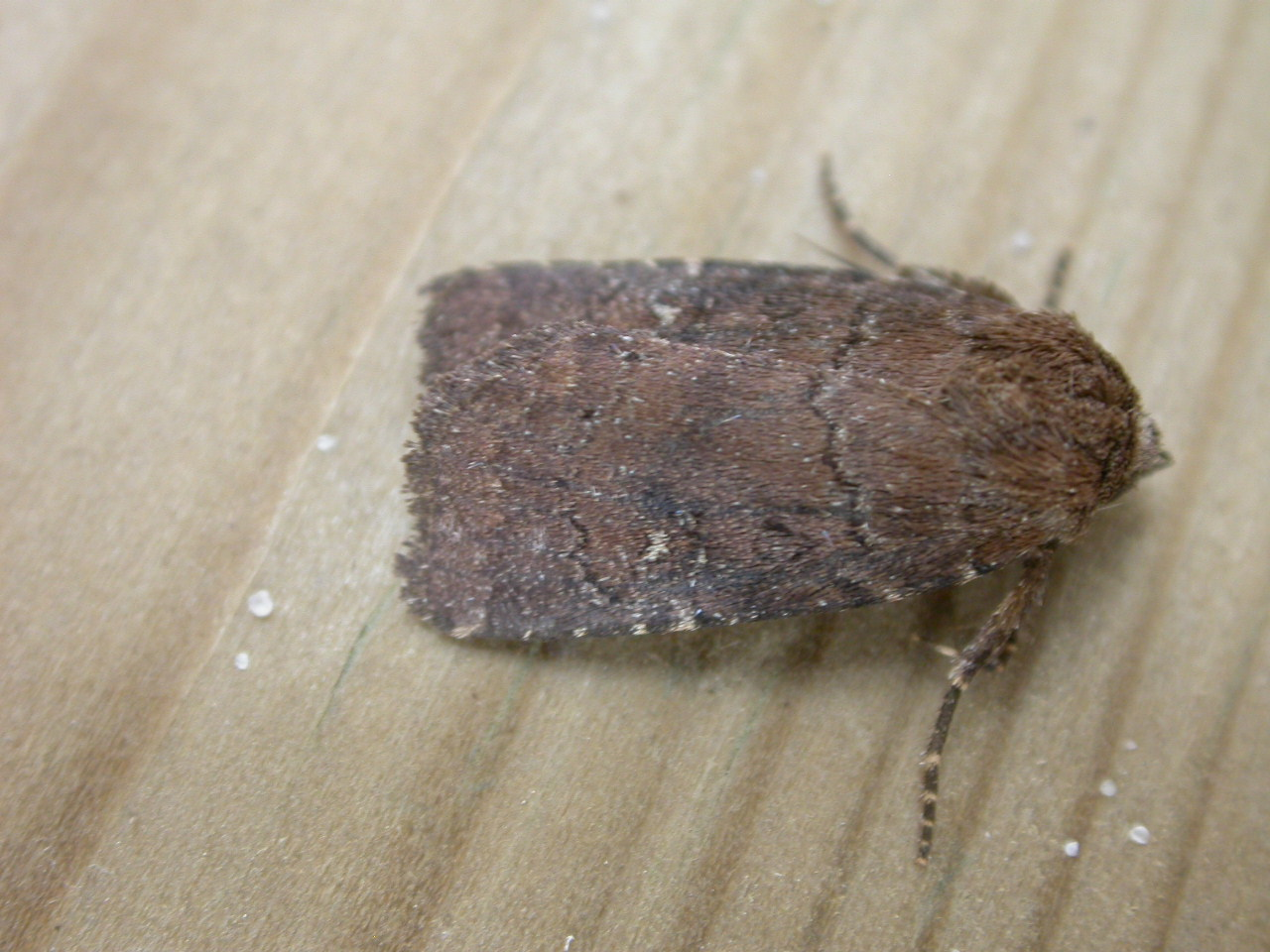
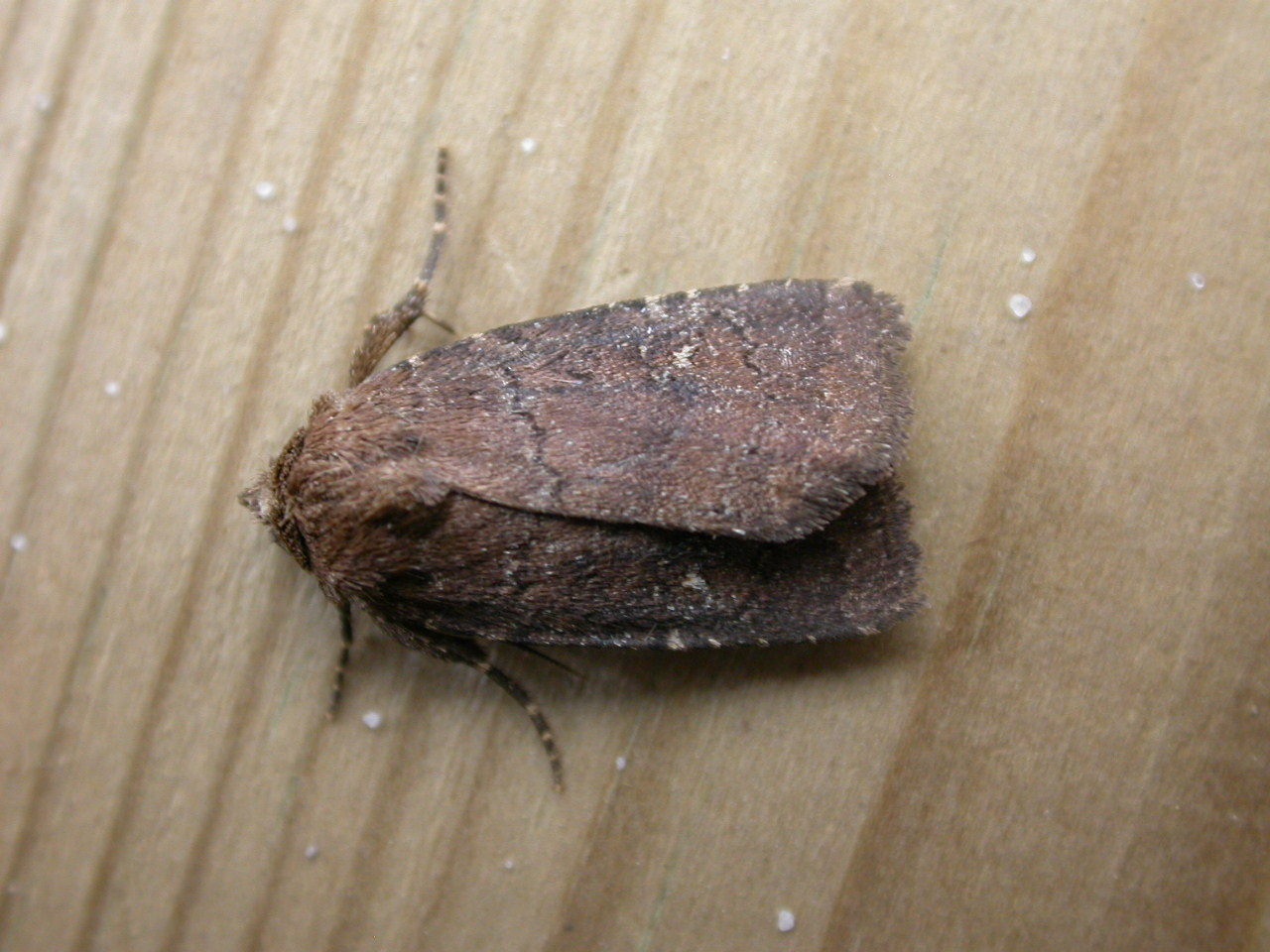
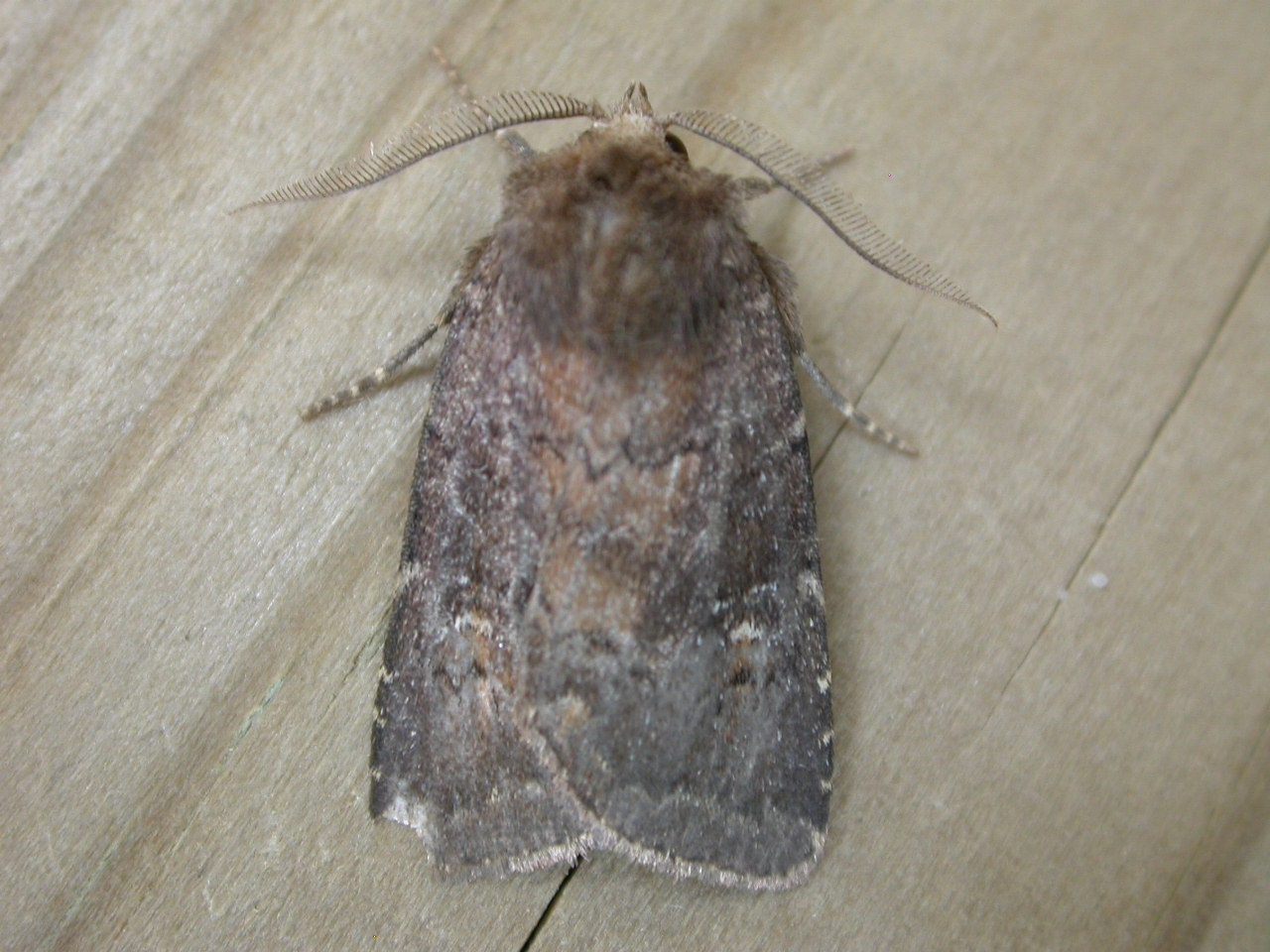
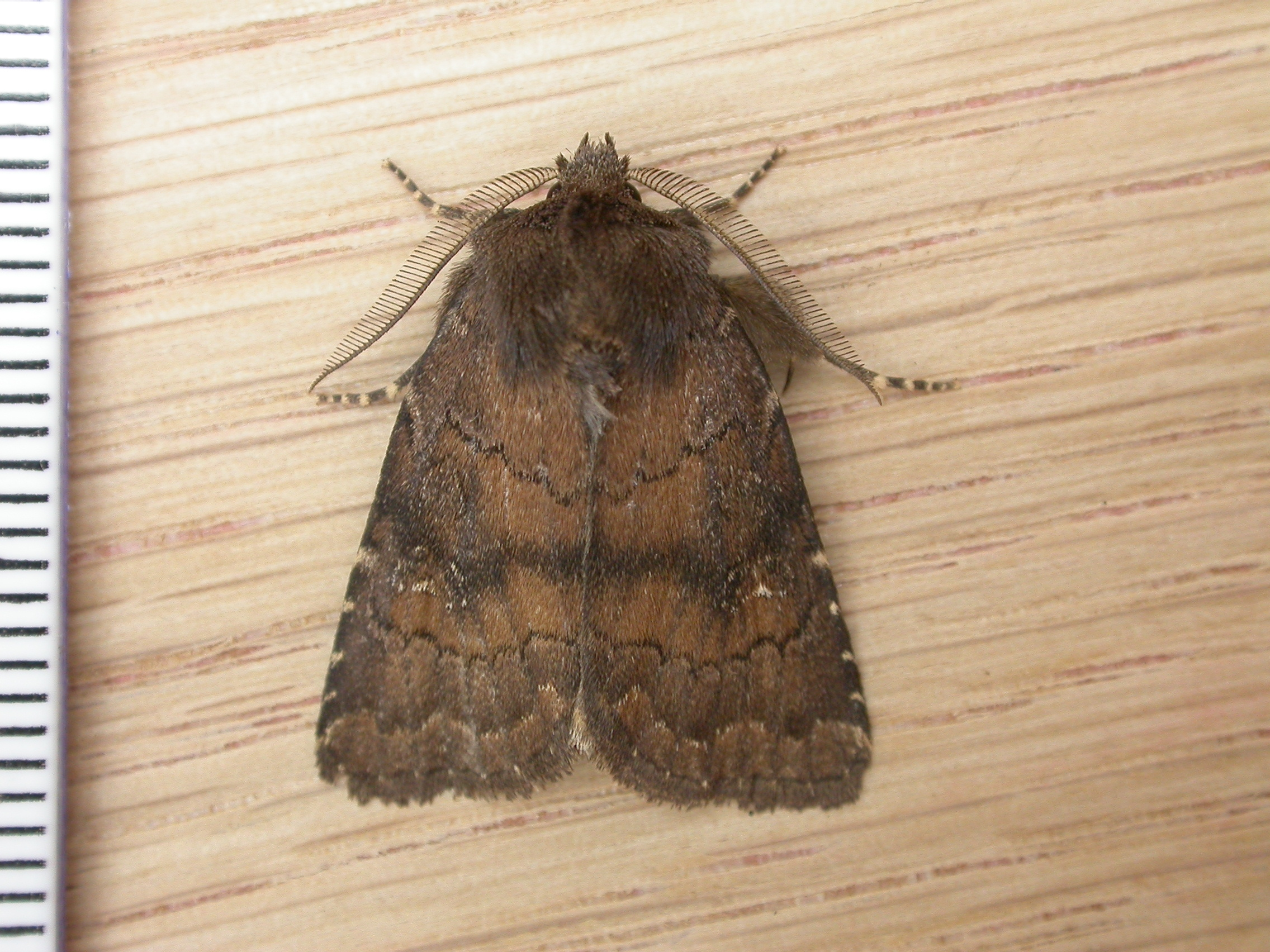